# Lijst van nationale parken in Kameroen
Hieronder volgt een lijst van nationale parken in Kameroen.
Behalve de nationale parken zijn er ook andere natuurreservaten (wildreservaat Dja, wildreservaat Banyang-Mbo, Mengame gorillareservaat...).
| Nationaal park                                   | Stichtingsjaar | Oppervlakte (km<super>2</super>) | Foto |
| ------------------------------------------------ | -------------- | -------------------------------- | ---- |
| Nationaal park Bakossi                           | 2007           | 293                              |      |
| Nationaal park Bénoué                            | 1968           | 1979                             |      |
| Nationaal park Bouba Njida                       | 1968           | 2114                             |      |
| Nationaal park Boumba Bek                        | 2005           | 2362                             |      |
| Nationaal park Campo Ma'an                       | 2000           | 2609                             |      |
| Nationaal park Deng Deng                         | 2013           | 687                              |      |
| Nationaal park Douala Edéa                       | 2018           | 2715                             |      |
| Nationaal park Faro                              | 1980           | 3500                             |      |
| Nationaal park Kimbi-Fungom                      | 2015           | 990                              |      |
| Nationaal park Korup                             | 1982           | 1261                             |      |
| Nationaal park Lobéké                            | 1999           | 2178                             |      |
| Nationaal maritiem park Manyange na Elombo-Campo | 2021           | 42364                            |      |
| Nationaal park Mbam Djerem                       | 2000           | 4291                             |      |
| Nationaal park Vallée du Mbéré                   | 2004           | 741                              |      |
| Nationaal park Mount Cameroon                    | 2009           | 581                              |      |
| Nationaal park Mpem and Djim                     | 2004           | 975                              |      |
| Nationaal park Nki                               | 2005           | 3130                             |      |
| Nationaal park Takamanda                         | 2008           | 627                              |      |
| Nationaal park Tchabal Mbabo                     | 2008           | 1068                             |      |
| Nationaal park Waza                              | 1968           | 1406                             |      |